# قبلة فرنسية
القٌبلة الفرنسية أو القُبلة العميقة أو قُبلة اللسان هي قُبلة يقوم فيها أحد أو كلا الطرفين بملامسة لسان أو شفاه الآخر وعادة إدخال لسانه داخل فم الآخر. تكون القُبلة الفرنسية بطيئة، رومنسية، شبقية وطويلة حيث يعد الفم من مناطق الشهوة الجنسية الأساسية وتعد القُبلة الفرنسية قُبلة ممتعة جداَ وتساهم في رفع مستوي الشهوة الجنسية. على عكس القُبلات أخرى، مثل قُبلة الخد التي تستخدم للتحيات والقُبلات القصيرة وتقبيل اليد الذي يدل علي الأحترام وتقبيل القدم الذي يدل علي الخضوع وتعد هي النشاط الجنسي الوحيد المسموح به في الأماكن العامة وتعد هذه بداية الاثارة للقيام بالعملية الجنسية ويمكن أن تؤدي لهزة الجماع.

## القُبلة الفرنسية أصطلاحاً
ظهر مسمي القُبلة الفرنسية في بداية القرن الـ20 حيث سميت قُبلة فرنسية لأن فرنسا كانت تعد بلداً محرراً جنسياً لكن لا يوجد أي دليل يدل أن هذا المصطلح أصله من فرنسا.
ويُعتقد أن الجنود الذين ذهبوا إلى هناك صاغوا الكلمة بشكل ساخر بعد عودتهم إلى اليابان. في الواقع، العديد من الكلمات الإنجليزية التي تحتوي على مصطلح «فرنسي» فيها معنى جنسي.
و تعني كلمة القُبلة الفرنسية باللغة الفرنسية " Baiser amoureux " قبلة الحب أو " baiser avec la langue " وأو قُبلة باللسان
و في عام 2014 أعتمد قاموس روبير الصغير (بالفرنسية: Le Petit Robert)‏ الذي أُصدر في 30 مايو 2013 الفعل العامي "se galocher" والذي يعني باللغة العربية قَبَّلَ عن طريق اللسان مما يجعلها المرة الأولى التي تصف فيها كلمة واحدة هذه الممارسة.
عدا في لهجة كيبيك حيث تعني كلمة "frencher" التقبيل الفرنسي وفي أستراليا حيث يستخدم المصطلح "pash" لتأدية نفس الغرض بينما يستخدم الفعل الإنجليزي "shift" في المحادثة غير الرسمية، وفي أيرلندا للأشارة للقُبلة الفرنسية، والفعل الألماني knutschen لنفس الأمر والأفعال الإيطالية limonare و pomiciare تقوم بالأمر ذاته والفعل المجري (megcsókol / csókolózik) للدلالة علي المعني عينه.

## مخاطر القُبلة الفرنسية
علي الرغم من المتعة التي يشعر بها الإنسان الذي يقوم بممارسة القُبلة الفرنسية مع شريكه إلا فإنه لها أضرار كبيرة في القُبلة الفرنسية يتبادل الشريكان اللعاب الذي يعتبر في ظروف أخرى شيئًا لذيذًا وفي هذه الحالة يمكن أن يعمل على زيادة الإثارة. على الرغم من أن معظم الأمراض التي تنتقل عن طريق الاتصال الجنسي لا تنتقل عن طريق التقبيل، فمن الممكن الإصابة ببعض الأمراض من خلال هذه الممارسة، كما هو الحال مع عدد كريات الدم البيضاء المعدية. مع كل قبلة تنتقل حوالي 250 ألف بكتيريا. بالإضافة إلى خطر الإصابة بفيروس الورم الحليمي البشري حيث ينتقل هذا الفيروس عن طريق التلامس الجلدي العادي وفي التقيبل باللسان أو عندما تتلامس شفاه الشريكان يكون إحتمال إنتقال هذا المرض بفرصة كبيرة للغاية لو كان أحدهما مصاباً به. وإن إحتمالية الإصابة بفيروس نقص المناعة البشرية من التقبيل الفرنسي منخفضة للغاية لأن إنتقال العدوى يتطلب وجود جرحًا مفتوحًا. تعتبر مراكز السيطرة على الأمراض والوقاية منها أن إنتقال التهاب الكبد B عن طريق التقبيل الفرنسي طريقة غير محتملة للعدوى على الرغم من أن الفيروس ينتقل عن طريق التعرض المباشرلـسوائل الجسم التي تخرج من المريض. ومن حين لآخر يمكن أن ينتقل مرض الزهري من خلال القيام بالتقبيل الفرنسي لفترات طويلة،  ولكن هذا يتطلب عادة الاتصال مع الآفة النشطة. التقبيل الفرنسي هو طريقة غير محتملة لإنتقال عدوى السيلان. .

## وصلات خارجية
- How to Kiss Someone Passionately
- wikiHow - How to French Kiss
- Original Research: French Kissing Prevents birth defects
- BBC News: French Kissing of Many Different Partners Can Quadruple a Teenager's Risk of Meningitis
- Online Kissing Guide French Kissing tips